# لم ترو شيء بعد
لم ترو شيء بعد هو فيلم من نوع دراما أُصدر في 21 مايو 2012. الفيلم من توزيع ستوديو كنال، وهو من إخراج آلان رينيه، أما السيناريو فكان من كتابة آلان رينيه وLaurent Herbiet ‏ وجان أنويه.

## طاقم التمثيل
- سابيني أزيما
- لامبرت ويلسون
- دينيس بوداليدس
- بيار ارديتي
- جان كريستوف الحماقه  [لغات أخرى]‏
- هيبوليت جيراردو
- ميشيل فيلرموز
- ميشيل بيكولي
- ميشيل روبن
- ماثيو امالريك
- فيمالا بونس
- آن كونسيجني
- آني دوبري
- أندريه سيويرين

## الإنتاج
موسيقى الفيلم التصويرية كانت من تأليف مارك سنو.

## وصلات خارجية
- لم ترو شيء بعد على موقع IMDb (الإنجليزية)
- لم ترو شيء بعد على موقع ميتاكريتيك (الإنجليزية)
- لم ترو شيء بعد على موقع روتن توميتوز (الإنجليزية)
- لم ترو شيء بعد على موقع قاعدة بيانات الأفلام العربية
- لم ترو شيء بعد على موقع ألو سيني (الفرنسية)
- لم ترو شيء بعد على موقع Turner Classic Movies (الإنجليزية)
- لم ترو شيء بعد على موقع أول موفي (الإنجليزية)
- لم ترو شيء بعد على موقع بوكس أوفيس موجو (الإنجليزية)
- لم ترو شيء بعد على موقع فيلمافينيتي (الإسبانية)
- لم ترو شيء بعد على موقع قاعدة بيانات الفيلم (الإنجليزية)